# シアトリズム ドラゴンクエスト
『シアトリズム ドラゴンクエスト』（THEATRHYTHM DRAGON QUEST）は、スクウェア・エニックスより2015年3月26日に発売されたニンテンドー3DS専用ソフト。

## 概要
ドラゴンクエストシリーズ初の音楽ゲームであり、シアトリズムシリーズとしては第3作目にあたる。ドラゴンクエストシリーズの楽曲をIからXの範囲までの60曲以上収録している。
チャレンジモードでプレイ楽曲を増やしたり、すごろく場で得られるオーブで仲間を増やしていく。2015年6月10日まで、5回に渡り無料追加ダウンロード楽曲を配信した。

## システム

### ミュージックステージ
BMS（バトルミュージックステージ）
モンスターとの戦闘をモチーフにしたステージ。本作ではDQシリーズに合わせて視点がトップビューになっており、モンスターが複数登場する。ジャストサークルはメンバー分の4つあるが、複数のトリガーが同時に被ることはなく、キャラ別に入力を分ける必要もない。中盤以降に「必殺技チャージ」があり、成功すると必殺技を発動できるが、失敗が多いとパルプンテ（何も起きない）となる。ボスを倒すと「メタルチャンス」となり、メタルスライム系のモンスターが多く出現する。
FMS（フィールドミュージックステージ）
フィールドの移動をモチーフにしたステージ。途中に馬車に乗って進める「呼び出しチャージ」「パトリシアタイム」がある。
EMS（イベントミュージックステージ）
DQシリーズのイベントシーンを舞台にしたステージ。主にエンディング曲。ジャストサークルの表示位置が変わったり、複数になったりする。終盤に「エクステンドチャージ」があり、失敗が多いと先に進めず打ち切られる。
以上のステージで、音楽のメロディや拍子に合わせて、ジャストサークルに迫ってくる以下の種類の「トリガー」に入力していく。結果は精度が高い順に「Critical」「Great」「Good」。入力ミスは「Bad」、入力自体が認識されなかったものは「Miss」となり、スコアが加算されずHPが減少する要因となる。
タッチトリガー
赤い丸。タッチペンでタッチ、またはL・R・A・B・X・Aのボタンのいずれかを押す。FMSではタルが表示されているものがあり、入力に成功するとアイテムが手に入ることがある。
スライドトリガー
黄色い丸にそれを飛び出る矢印があり、その矢印の方向にタッチペンを払う、もしくはスライドパッドを入力する。
ホールドトリガー、ホールドスライドトリガー
始点と終点の緑の丸を線でつないだもの。始点から終点までタッチペンまたはL・R・A・B・X・Aのいずれかのボタンを押し続ける必要がある。FMSでは間に点（ホールドミッドポイント）があり、これもコンボにカウントされ、ホールドが十分でないと以降のミッドポイントも全てBad扱いとなる。更にFMSの通常モードではトリガー内もしくはミッドポイント間で上下に移動しているものがあり、これを辿るようにホールド状態のままタッチペン・スライドパッドを上下に入力しないと精度が落ちる（ただし近くにあればよい。また、これでBadが出てもホールド自体は途切れない）。ホールドスライドトリガーは、終点に矢印がついていて、スライドトリガーと同様に処理する。
入力のやり方は、タッチペンで入力する「タッチスタイル」、ボタン操作で入力する「ボタンスタイル」、両方が混在した「ハイブリッドスタイル」がある。「ハイブリッド」は両者をある程度近い割合で扱った場合のみで、数箇所のみ異なる方で扱った程度では見なされない。「ボタンスタイル」のうち、タッチ・ホールドをLボタンのみで入力した場合には「ワンハンドスタイル」として認定される。

### ゲームモード
ミュージックプレイ
プレイ可能な曲の中から任意に選択してプレイできるモード。1日ごとに「本日のオススメ」が最大5曲設定され、プレイするとリズポが加算される。
チャレンジモード
解放チャレンジ
幾つものステージをプレイしてクリアすることで新たな楽曲や登場モンスターを開放していく。全てのステージをクリアすると高難易度の「上級チャレンジ」が解放される。
本日の挑戦
リズポを一定以上貯めると解放されるモード。一日一回、指定されたお題に沿ってステージをクリアしていく。5回分クリアするごとにちいさなメダルが貰える。
特別な挑戦
リズポが一定以上解放されるごとに挑戦できるモード。一度のプレイでスライムダークを何匹討伐できるか挑戦する。
すごろく場
リズポを集めると開放されるモード。決められた回数までにゴールを目指し、ゴールすると仲間キャラの開放に必要なオーブを入手できる。本作では特殊効果を持つ「魔法のサイコロ」を購入、使用できる。ゴール後は手持ちの報酬を賭けてダブルアップボスバトルに挑戦でき、勝利するとクリア報酬が倍になるが、敗北すると報酬を失う。
すれちがい通信
プレイヤーカードをすれちがい通信に登録し、他のプレイヤーとすれ違うと、カードと共に魔物の石版の破片を入手でき、破片を集めるとすごろく場の新たなマップを開放できる。
冒険者の酒場
パーティーメンバー編成、作戦、アクセサリー・アイテムの変更ができる。
ダーマ神殿
キャラクターの転職と、コレカを消費することでステータスを上げる「祈りを捧げる」ができる。なお、消費してもアルバム内には残る。

### FFシリーズとの違い
- 連続での入力成功を表す用語が「コンボ」に、ランクは「ふつう」「難しい」「激ムズ」になるなど、名称が変更されている。このほか、シリーズにあわせて名称が変更になっている。
- フルクリティカルを達成した場合の王冠が、クリティカルバーを全て埋めた場合のものより派手になった。
- 練習やプレイデモ、ミュージックプレイヤー、ムービープレイヤー、成功時の効果音の設定などは、本作では用意されていない。なお、Badとなった時の効果音が新たに作られた。
- 各キャラクターのCP（キャパシティポイント：アビリティの数値内の範囲で使用するものを選択する）がなくなり、代わりにMPが設定された。これにより、使える呪文・特技の際限がなくなった一方、MPの残量にも注視する必要が生じた。使うものは作戦により判断されるほか、「めいれいさせろ」では使う呪文・特技を限定できる。キャラのMP残量は下画面の上部に表示されている。
- アイテムのほかにアクセサリーが装備できるようになった。いずれもパーティ全体で1つずつ装備でき、アイテムは1回使うとなくなるがアクセサリーは装備している限り何度でも有効。
- 1回のプレイでの宝箱の入手上限が4個になった。
- BMSでモンスターへの攻撃などの結果が「ダメージ」「ミス」などとカナ表記になった。曲の操作に関する判定は英語表記。
- BMSの必殺技チャージが、FFでのフィーチャーゾーン（召喚獣の召喚チャージ）に比べると成功しやすくなった（FFではGreat以下が多かったり、GoodやBad・Missが1つでもあると失敗になるが、本作では多少Badなどがあっても「呪文発動」とならない限り発動する）。一方、「超必殺技発動」中の失敗が多いと「呪文発動」に落ちる場合もある。
- FMSでは、4人が並んで進み、ダメージを受け続けると死亡して次の者が先頭になる。そのままゴールした場合、ゴールで待っているのが神父になり、死者を生き返らせてくれる。
- FMSのホールドトリガー・ホールドスライドトリガーのホールドミッドポイントの判定が位置のみになり、上下の入力は考慮されなくなった（小さく波打つようなものであれば、上下の入力が全くなくても全てCriticalになる）。また、ホールドスライドトリガーは左・左斜め上・左斜め下へのスライドとなるものは配置しなくなった。
- EMSは、ジャストサークルにトリガーが向かってくる仕様になった。ただし、ジャストサークルの表示位置は随時変更され（複数存在していることもある。ただし、表示中のサークル自体は移動しない）、トリガーも変わった動きをする。
- オーブは全6色が一組揃うごとに仲間を加えられる仕様になった。
- スライドトリガー・ホールドスライドトリガーの矢印がトリガーから突き出すようなデザインになり、方向が分かりやすくなった。
- 新たに「シンプルモード」が追加された。これは、スライドトリガー・ホールドスライドトリガーがなく、FMSの上下移動もほぼない。スコアは通常のものと別枠となる。

## 職業
キャラクターはいずれかの職業に就いており、各キャラクターの基本ステータスに対して職業ごとのステータス変動率が設定されている。各職業のレベル・呪文・特技はそれぞれに独立している（一部の特技は別の職業でも有効）。転生はできない。
基本職
- 戦士
- 僧侶
- 魔法使い
- 武闘家
- 盗賊
- 旅芸人

上級職
職業のさとりを消費することで初めて転職できるが、キャラクターによっては最初からいずれかの上級職に就いている者もいる。
- バトルマスター
- パラディン
- 魔法戦士
- レンジャー
- 賢者
- スーパースター
- 商人
- 踊り子
- まもの使い
- 勇者 - 勇者になれる者しか転職できない。
- プリンセス - 本作にて初登場の職業である。

## 登場キャラクター

### プレイヤーキャラクター
ドラゴンクエスト
- ロトの血を引く者
- ローラ姫

ドラゴンクエストII
- ローレシアの王子
- サマルトリアの王子
- ムーンブルクの王女

ドラゴンクエストIII
- 伝説の勇者

ドラゴンクエストIV
- 勇者ソロ
- アリーナ
- トルネコ
- マーニャ
- ホイミン

ドラゴンクエストV
- 伝説の魔物使い
- ビアンカ
- フローラ
- 男の子
- 女の子

ドラゴンクエストVI
- 勇者レック
- ハッサン
- バーバラ
- テリー

ドラゴンクエストVII
- 少年アルス
- キーファ
- マリベル

ドラゴンクエストVIII
- 勇者エイト
- ヤンガス
- ゼシカ
- ククール

ドラゴンクエストIX
- 守り人ナイン

ドラゴンクエストX
- エックス
- オーガ
- エルフ
- プクリポ
- ウェディ
- ドワーフ

### モンスター
ドラゴンクエスト
- スライム/スライムベス/メタルスライム
- ドラキー/メイジドラキー
- ホイミスライム
- ゴーレム/ストーンマン/ゴールドマン
- ドラゴン/キースドラゴン/ダースドラゴン
- キメラ/メイジキメラ/スターキメラ
- ゴースト/メトロゴースト/ヘルゴースト
- りゅうおう
- 竜王

ドラゴンクエストII
- メタルハンター/キラーマシン
- マドハンド/ブラッドハンド
- ホイミスライム
- ギガンテス/サイクロプス/アトラス
- バブルスライム/はぐれメタル
- フレイム/ブリザード
- あくましんかん/じごくのつかい
- くさったしたい/リビングデッド/グール
- ハーゴン
- シドー

ドラゴンクエストIII
- ひとくいばこ/ミミック
- わらいぶくろ/おどるほうせき
- ベホマスライム
- どくどくゾンビ
- ばくだんいわ
- さまようよろい/キラーアーマー
- トロル/ボストロール/トロルキング
- うごくせきぞう/だいまじん/てんのもんばん
- やまたのおろち/ヒドラ/キングヒドラ
- バラモス
- ゾーマ
- しんりゅう

ドラゴンクエストIV
- エスターク
- デスピサロ
- ももんじゃ/ダックスビル/メイジももんじゃ
- キングスライム/スライムベホマズン/メタルキング
- ベホイミスライム

ドラゴンクエストV
- キラーパンサー
- スライムナイト/メタルライダー
- メガザルロック
- ブラックドラゴン/グレイトドラゴン
- ゲマ
- ミルドラース

ドラゴンクエストVI
- アックスドラゴン/ドラゴンソルジャー/バトルレックス
- ムドー
- デスタムーア
- ダークドレアム

ドラゴンクエストVII
- スマイルロック
- パンドラボックス
- ゴールデンスライム/スライムエンペラー/プラチナキング
- ナイトリッチ/ナイトキング
- オルゴ・デミーラ
- 神さま

ドラゴンクエストVIII
- シャドウパンサー
- しましまキャット/プリズニャン/ベロニャーゴ
- スライムダーク
- ドルマゲス
- ラプソーン

ドラゴンクエストIX
- モーモン/ピンクモーモン/マポレーナ
- エルギオス
- スライムタワー/メタルブラザーズ/ゴールデントーテム
- スライムマデュラ
- ヴァルハラー

ドラゴンクエストX
- ビッグハット/トンブレロ/マジカルハット
- 守護者ラズバーン
- 冥王ネルゲル

## 収録曲
シアトリズム ファイナルファンタジーシリーズと異なり、本作で使用されている音源は「ファミコン版」とあるものを除きオリジナルのゲーム音源ではなく、交響組曲版のアレンジをベースにしたシンセサイザー音源を使用している（モンスターバトルロードやスマートフォン版I - VIIと同一のもの）。
※DLCはダウンロード配信曲（無料）。一部DLCについては限定エリアにて先行配信された。
ドラゴンクエスト
- フィナーレ
- フィナーレ（ファミコン版）※DLC
- 戦闘
- 戦闘（ファミコン版）※DLC
- 竜王
- ラダトーム城
- 広野を行く
- 広野を行く（ファミコン版）※DLC
- 洞窟

ドラゴンクエストII
- この道わが旅
- この道わが旅（ファミコン版)）※DLC
- 戦い
- 戦い（ファミコン版）※DLC
- 死を賭して
- 遥かなる旅路
- 果てしなき世界
- 果てしなき世界（ファミコン版）※DLC
- 海原を行く※DLC
- 恐怖の地下洞
- Love Song 探して

ドラゴンクエストIII
- そして伝説へ - スタッフロールでも使用
- そして伝説へ（ファミコン版）※DLC
- 戦闘のテーマ
- 戦いのとき※DLC
- 勇者の挑戦
- 勇者の挑戦（ファミコン版）※DLC
- 冒険の旅
- 冒険の旅（ファミコン版）※DLC
- 王宮のロンド※DLC - ダーマ神殿でも使用
- ピラミッド
- おおぞらをとぶ

ドラゴンクエストIV
- 導かれし者たち
- 導かれし者たち（ファミコン版）※DLC
- 戦闘
- 戦闘（ファミコン版）※DLC
- ジプシー・ダンス
- 悪の化身
- 勇者の故郷
- 勇者の故郷（ファミコン版）※DLC
- 呪われし塔
- 馬車のマーチ※DLC
- のどかな熱気球のたび※DLC

ドラゴンクエストV
- 結婚ワルツ
- 戦火を交えて
- ずっこけモンスター※DLC
- 不死身の敵に挑む
- 大魔王
- 地平の彼方へ
- 街は生きている※DLC
- 死の塔
- 王宮のトランペット※DLC
- 空飛ぶ絨毯※DLC
- 哀愁物語※DLC

ドラゴンクエストVI
- 時の子守唄
- 勇気ある戦い
- 魔物出現
- 敢然と立ち向かう※DLC
- 魔王との対決
- 木洩れ日の中で
- さすらいのテーマ
- ハッピーハミング※DLC

ドラゴンクエストVII
- 凱旋そしてエピローグ
- 血路を開け
- 強き者ども
- オルゴ・デミーラ
- 足どりも軽やかに
- 小舟に揺られて

ドラゴンクエストVIII
- 空と海と大地
- 雄叫びをあげて
- ドルマゲス
- おおぞらに戦う
- 広い世界へ
- 大聖堂のある街
- 大平原のマーチ※DLC

ドラゴンクエストIX
- 星空へ
- 負けるものか
- 渦巻く欲望
- 決戦の時
- 野を越え山を越え
- 酒場のポルカ
- 箱舟に乗って※DLC

ドラゴンクエストX
- 序曲X
- 刃の旋律
- 渾身の力を込めて
- 冥府の王
- 高なる鼓動

その他
メニュー画面などで使用されている楽曲
- 序曲（ロトシリーズのイントロ）
- 街の人々/名前入力（I）
- 王城（II）
- 聖なるほこら（II）
- 街の賑わい（II）
- まどろみの中で（III）
- ブギウギ（III）
- ローリングダイス（III）
- 間奏曲（IV）
- 武器商人トルネコ（IV）
- 街（昼・夜とも）（IV）
- 不思議のほこら（IV）